# Kostel svaté Kunhuty (Nedvědice)
Kostel svaté Kunhuty je římskokatolický chrám v městysu Nedvědice v okrese Brno-venkov. Je chráněn jako kulturní památka České republiky.
Farář v Nedvědici je poprvé připomínán v roce 1401, jádro stavby, včetně věže, pochází asi z 15. století (kolem roku 1420?). Chrám byl v následujících staletích přestavěn, současná podoba je barokní zřejmě z roku 1720. Jedná se o jednolodní stavbu s půlkruhovým kněžištěm, u severní zdi lodi je přistavěna sakristie, před západním průčelím hranolová věž.
Je farním kostelem nedvědické farnosti.

## Fotogalerie

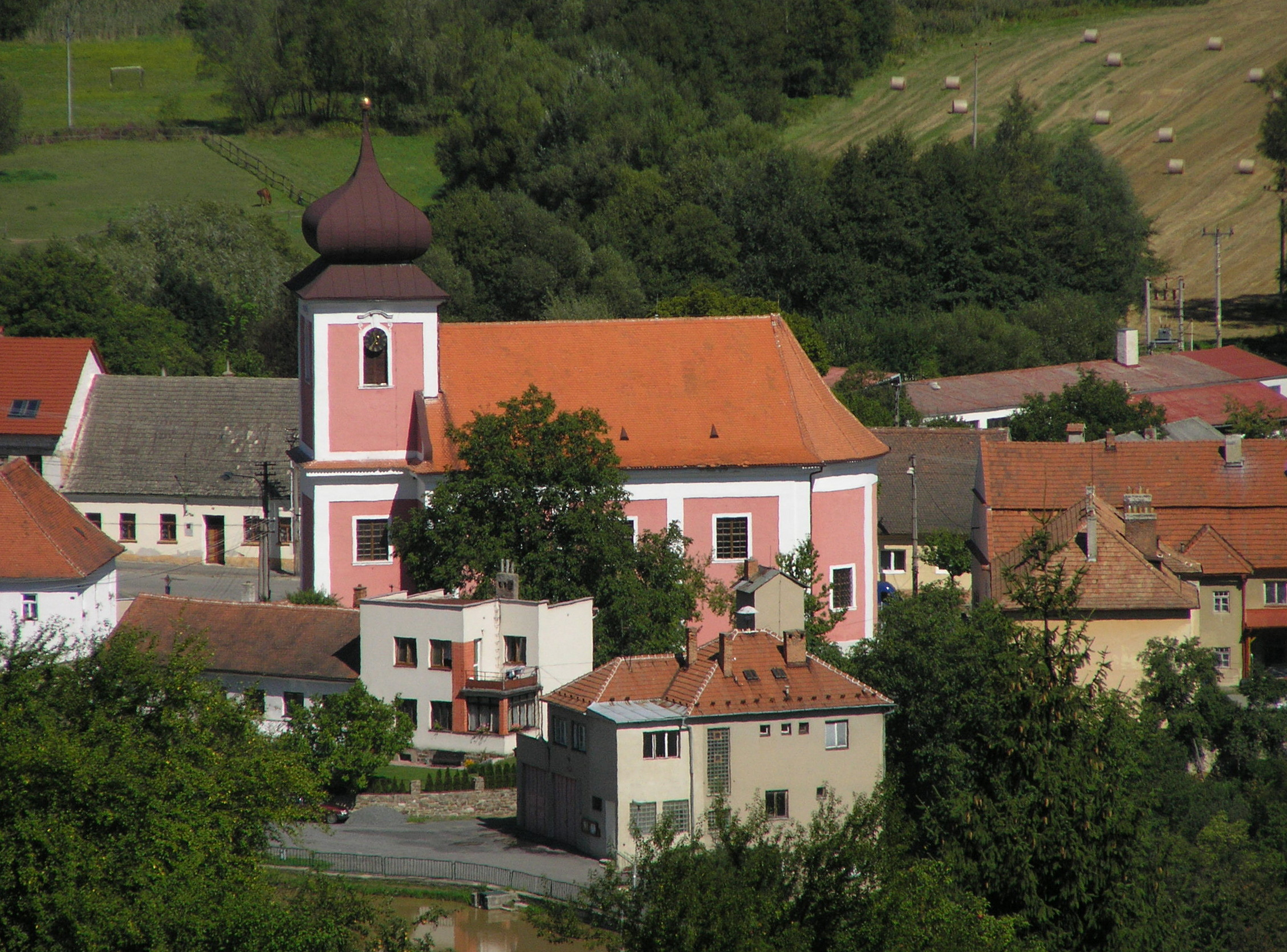
Pohled z dálky
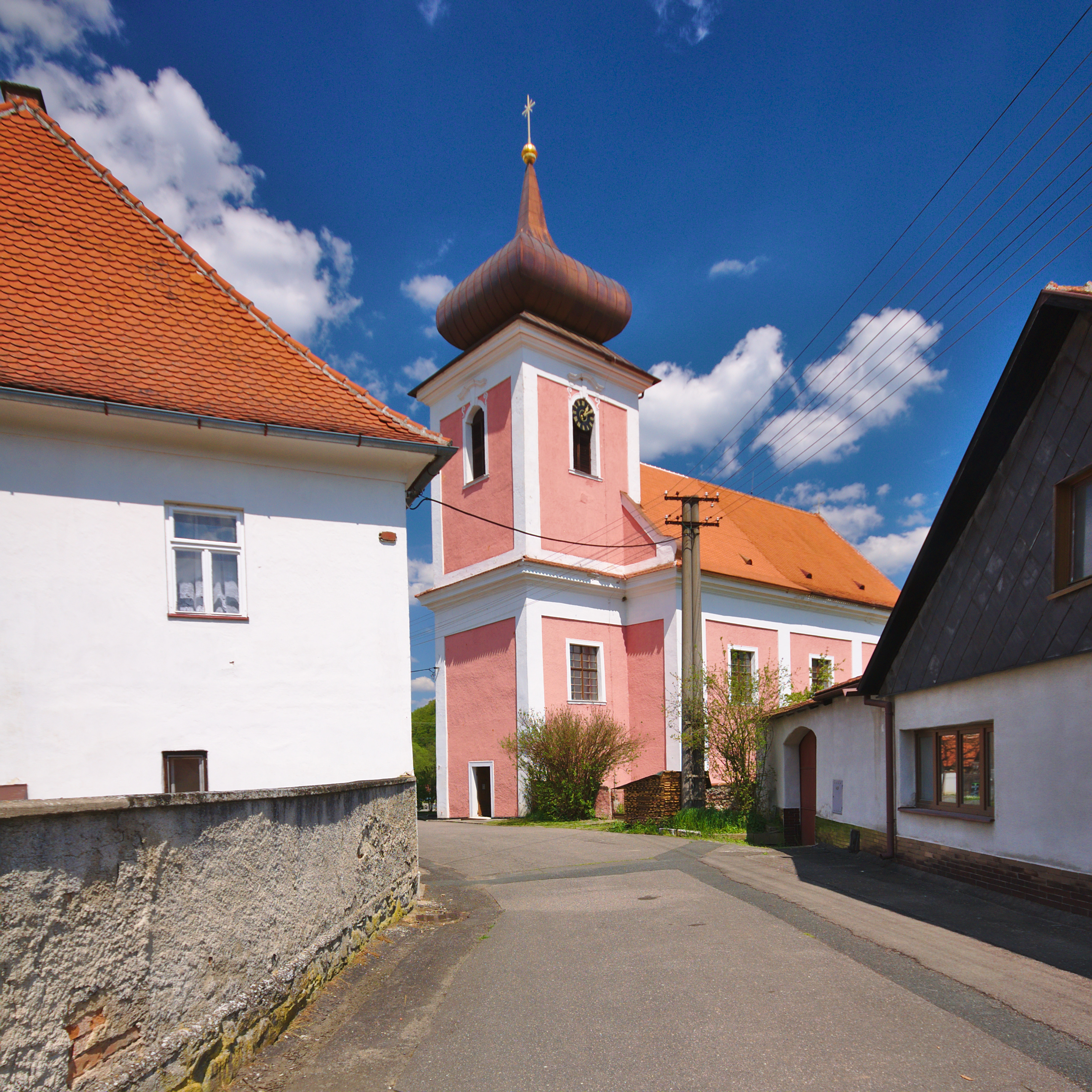
Boční pohled
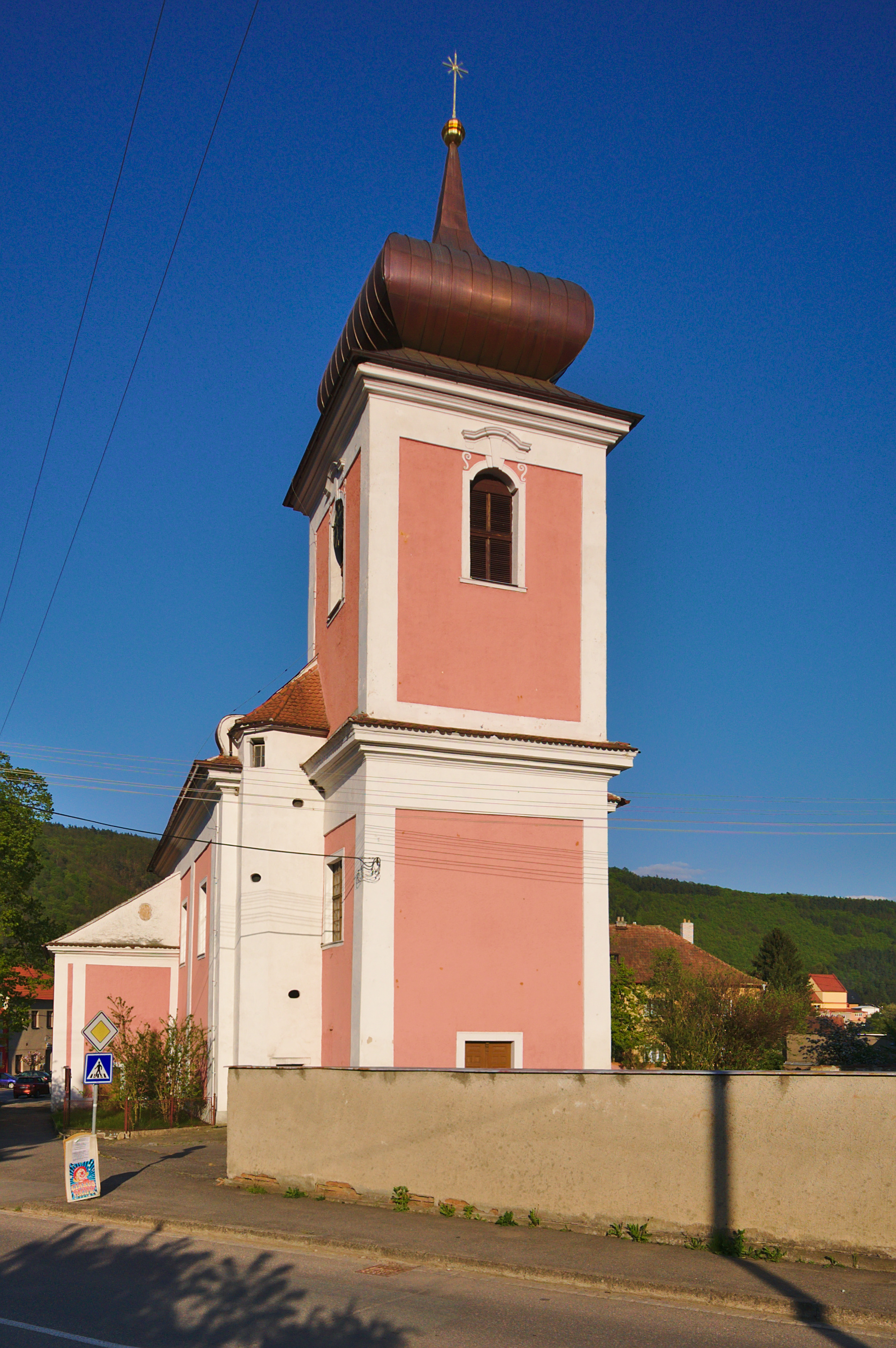
Čelní pohled
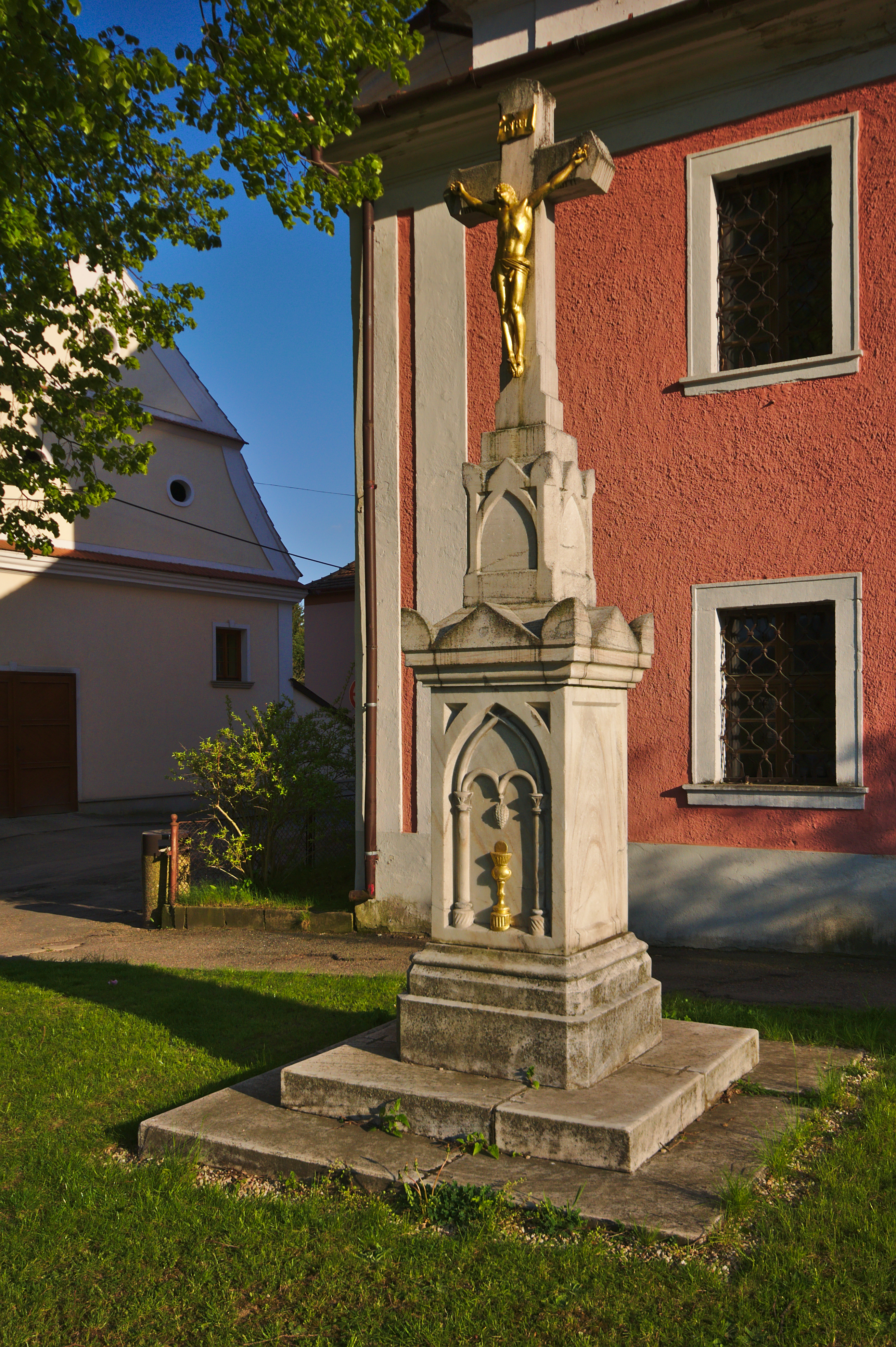
Kříž vedle kostela
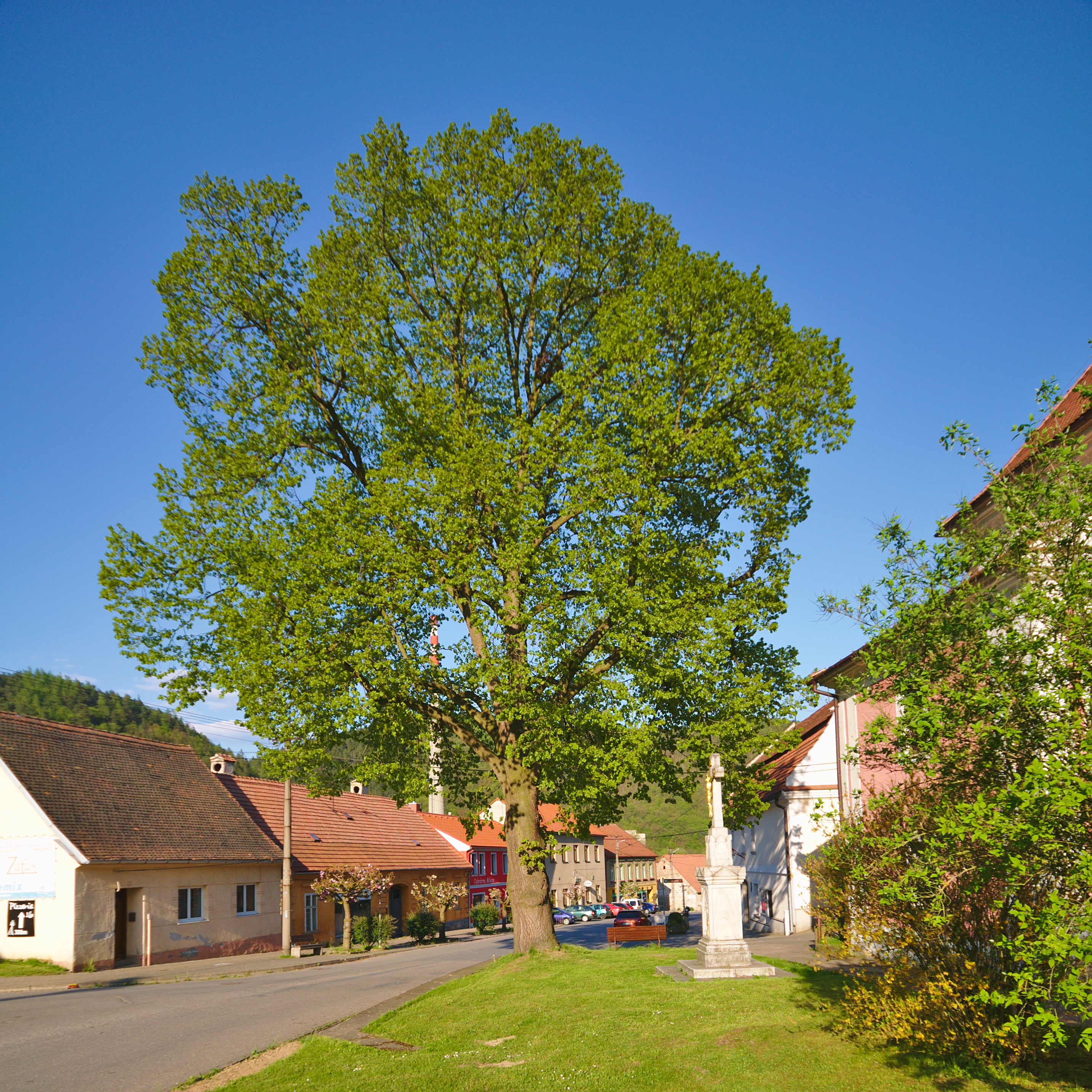
Lípa velkolistá u kostela
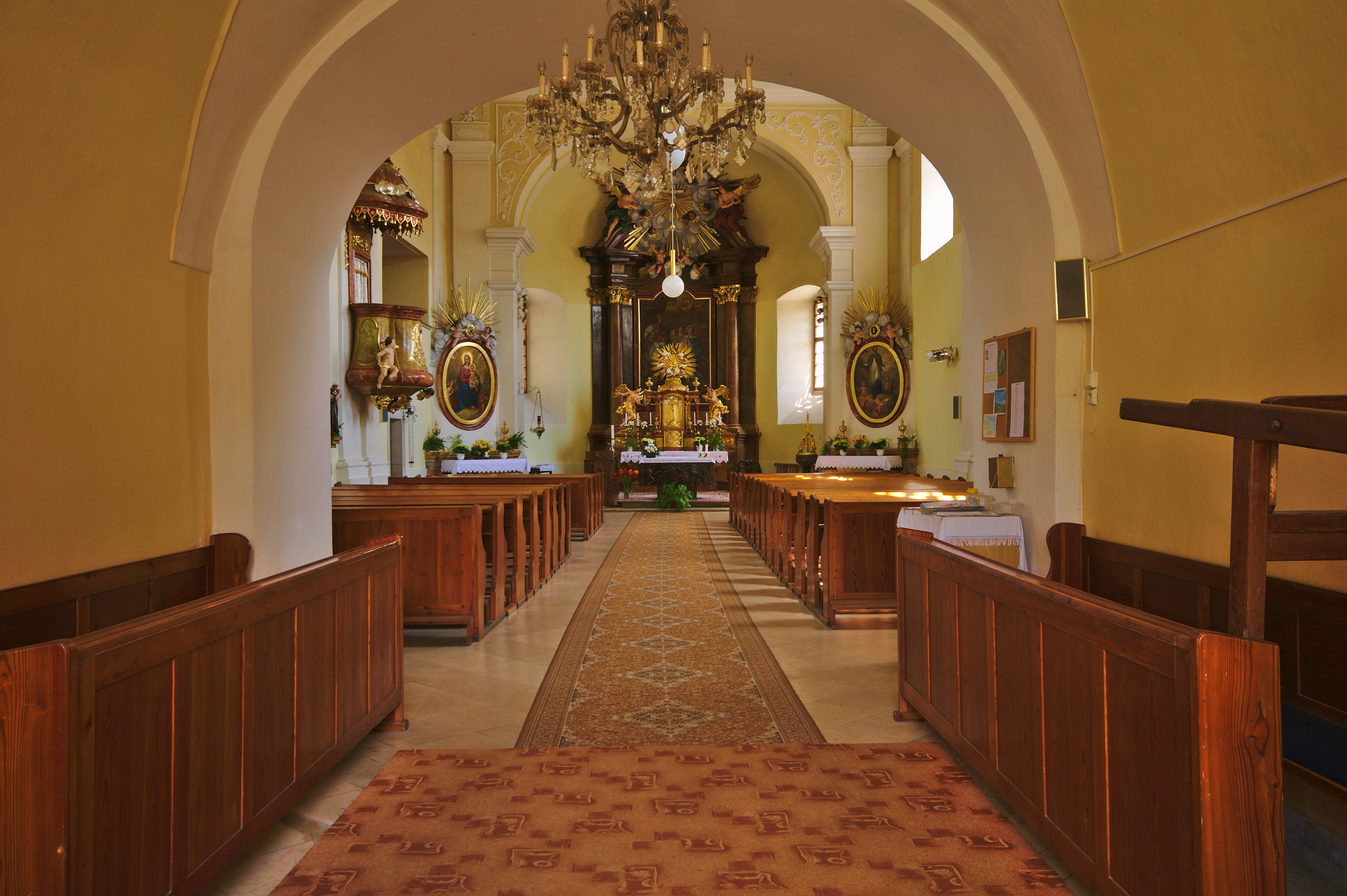
Interiér